# 박문호 (정치인)
박문호(생년 미상 ~ )는 조선민주주의인민공화국의 정치가이다. 조선로동당 중앙위원회 후보위원 겸 조선로동당 평양시당 부위원장이다.

## 경력
조선로동당 평양시당위원회 비서와 시당위원회 부위원장을 거쳐 2017년 10월 7일 당 중앙위원회 제7기 제2차 전원회의를 통해 당중앙위원회 후보위원으로 선출되었다.